# Poznańrevolten
Poznańrevolten, även kallad Juniresningen, var en protestaktion i den polska staden Poznań den 28 juni 1956 mot den kommunistiska regeringen i Polen. Omkring 100 000 deltog i protesterna. Myndigheterna satte in 10 000 soldater och 400 stridsvagnar för att stävja revolten. Mellan 57 och 78 demonstranter sköts till döds och omkring 600 skadades.

## Bakgrund

### Sovjetunionens system i Polen på 1950-talet
Det ekonomiska systemet utgick från den stalinistiska ursprungsmodellen om planekonomi. Den byggde på den marxistiska teorin, vilket betydde att endast fysisk bearbetning av naturen skapade värde. Det hörde till ideologin att betrakta allt som hade med service att göra som orätt. Marknaden ersattes av order från centrum som avgjorde vad som skulle produceras och saknade självreglering. Man kunde inte uppskatta kostnader eller bedöma komparativa fördelar. Planmyndigheten i Moskva kontrollerade mer än 90 procent av näringslivet i satellitstaterna. Resultatet av systemet blev oerhört resurskrävande och till sina effekter katastrofal för hälsan och miljön.
Den hemliga polisen bevakade folket för att ingen skulle gå bakom ryggen på staten. Alla skribenter under sovjetregeringen fruktade därför censuren eftersom den hade direkta samband med den hemliga polisen. Därmed fungerade inte massmedia som i demokratier och det som folk ville ha sagt kom aldrig fram om det inte överensstämde med staten. Opposition sågs således som en omstörtande verksamhet och bemöttes med straff. I praktiken gick det ut på att folk som hade andra åsikter än staten fängslades eller likviderades, då yttrandefriheten inte gällde i sovjetregeringen. Det hårda kommunistiska styret innebar en undergång för hundratals, enligt de kommunistiska ledarna, klassfiender.

### De oppositionella krafterna och situationen i landet innan revolten
De som motsatte sig införandet av socialism i Polen var nationalister, antikommunister och chauvinister som var medlemmar i sådana organisationer som Hemarmén och Nationella Väpnade Styrkorna som var lojala till den nationalistiska och antikommunistiska polska exilregeringen. Dessa hade en fientlig inställning mot Sovjetunionen, eftersom ryssarna under andra världskriget massavrättade alla polska officerare i Katyn 1940 samt skickade många polacker till arbete och fängelse i Gulag som också ofta blev deras död. Polen förlorade även ett stort område till ryssarna. Men socialismen medförde stora möjligheter för det polska samhället, speciellt för bönder och arbetare, som de inte fick i den kapitalistiska andra polska republiken. Människorna fick gratis läkarvård, utbildning och kunde arbeta i goda förhållanden med 8-timmars arbetsdag. Men i Polen, och andra stater i Central- och Östeuropa, installerades ett enligt många övercentraliserat och byråkratiskt enpartisystem som i slutändan visade sig vara mycket ineffektivt. De regerande politikerna var dessutom många gånger oerfarna. Teoretiskt så skulle arbetarklassen ha ledande rollen i samhället, men, mycket på grund av förödelsen som andra världskriget orsakat Polen, så blev det i många fall inte så i praktiken. Polska förenade arbetarpartiet var den viktigaste och ledande organisationen som styrde landet. På grund av avstaliniseringen införd av Nikita Chrusjtjov efter Stalins död 1953 ville folket ha högre levnadsstandard och för att det skulle ske var det politiska och ekonomiska systemet tvunget att förändras.

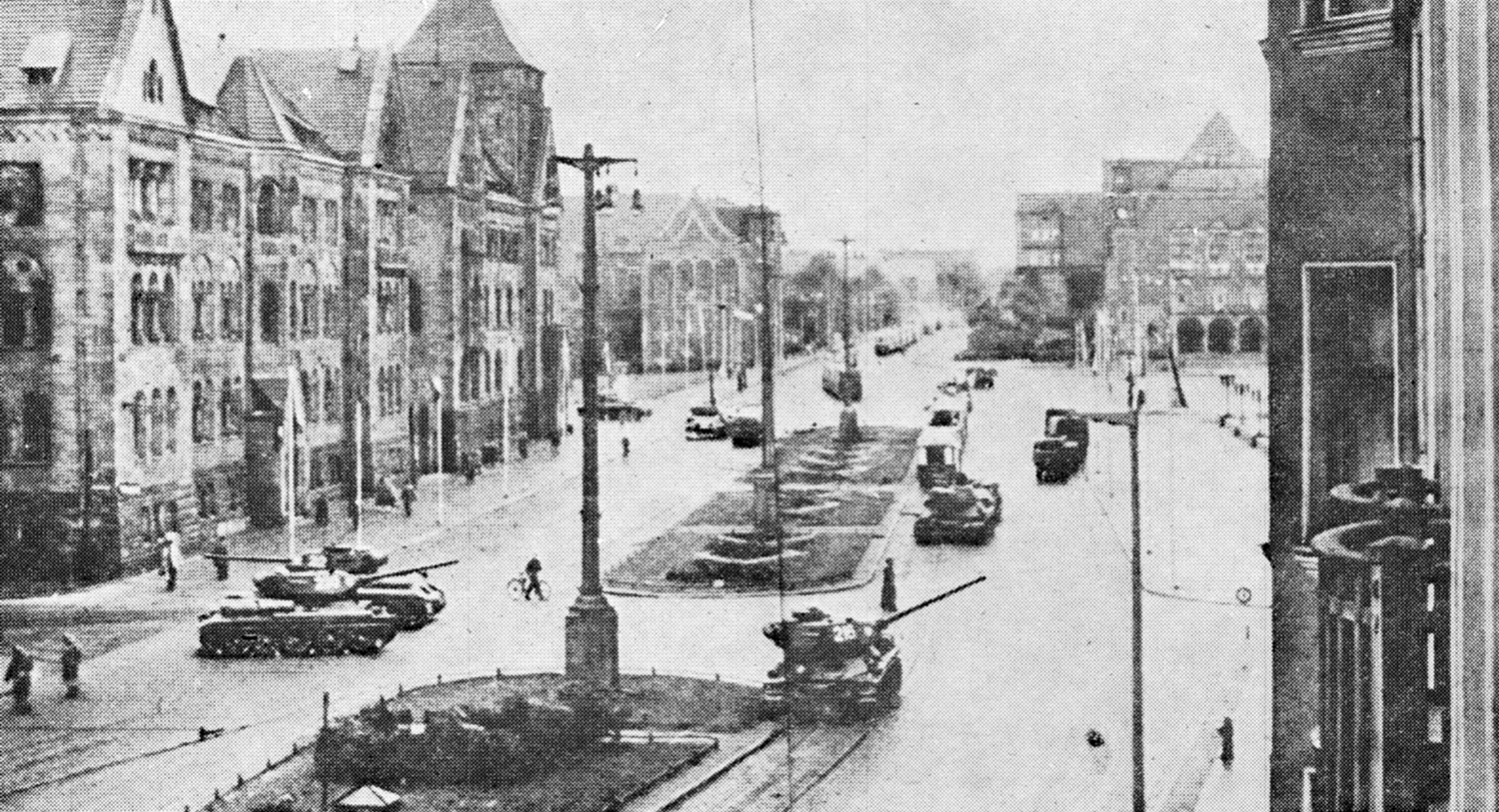
Stridsvagnar på den tomma Josef Stalin torget i Poznań.

I mitten av 1950-talet hade Polen en relativt utvecklad industriell bas med årlig ekonomisk tillväxttakt. Den kommunistiska regeringen hade då lovat den polska befolkningen ökad produktion av konsumtionsvaror, bättre bostäder och större investeringar inom jordbruket. Konsumtionen hölls trots dessa löften nere vid ett minimum. De flesta arbetare levde trångt, hade knappt mat för dagen och bevakades av den hemliga polisen. En opposition mot systemet skapades på grund av det missnöje som fanns. Oppositionen utgick till att börja med från författare, studenter och lärare. Debattsällskap, bestående av både parti- och icke-partimedlemmar bildades i storstäder, däribland Polens femte största stad Poznań.

## Poznańrevolten 1956
Polackerna var trötta på socioekonomiska, ideologiska och politiska problem. Den 26 juni hade arbetarna vid Zispo-verken i Poznań skickat en deklaration till Warszawa för att förhandla med regeringen, där de krävde höjd lön, lägre priser och kritiserade arbetsorganisationen. Kraven avvisades och arbetarna gick ut i strejk på morgonen den 28 juni 1956 i Poznań. Andra fabriksarbetare, liksom studenter och hemmafruar anslöt sig till demonstrationen. De arméförband och poliser som larmats för att slå ner resningen ingrep inte mot folkmassan. Många soldater överlämnade även sina vapen. Militära förstärkningar från Warszawa fick istället skickas in som slog ned revolten på två dagar. De militära förstärkningarna tog många människors liv och tre månader senare hölls rättegångar mot de inblandade demonstranterna. Åklagarsidan erkände att revoltens blodiga förlopp berodde på säkerhetspolisens våldsamhet. Domarna var milda och i oktober (tack vare Władysław Gomułkas reformer) tillkännagav regeringen sitt fel och alla arresterade från rättegången frigavs.